# Пиени-Нупаярви
Пиени-Нупаярви — пресноводное озеро на территории Кестеньгского сельского поселения Лоухского района Республики Карелии.
Находится на территории национального парка «Паанаярви».

## Общие сведения
Площадь озера — 1,4 км². Располагается на высоте 307,8 метров над уровнем моря.
Форма озера лопастная, продолговатая: оно более чем на четыре километра вытянуто с запада на восток. Берега изрезанные, каменисто-песчаные, скалистые.
Из юго-восточного залива Пиени-Нупаярви вытекает река Муткайоки впадающая в озеро Паанаярви, через которое протекает река Оланга, в свою очередь, впадающая в Пяозеро.
Восточнее Пиени-Нупаярви находится озеро Нупаярви, также относящееся к бассейну Муткайоки.
Ближе к восточной оконечности озера расположен один небольшой остров без названия.
Населённые пункты и автодороги вблизи водоёма отсутствуют.
Код объекта в государственном водном реестре — 02020000411102000000865.